# Granddad

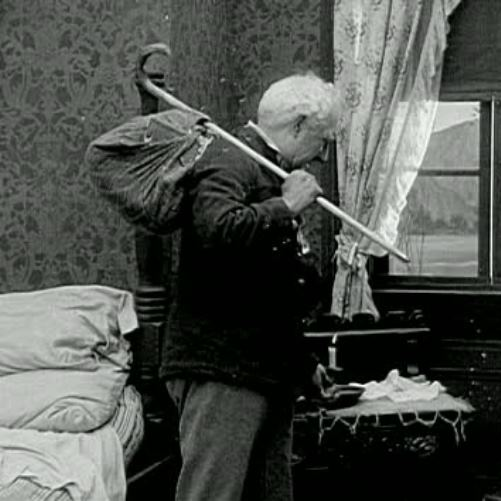
Extrait du film Granddad (1913)

Granddad est un film muet américain réalisé par Thomas H. Ince et sorti en 1913.

## Synopsis
Mildred a été élevée par son grand père Jabez Burr. Elle reçoit une lettre de son père qui lui annonce qu'il s'est remarié. Mais lorsque la nouvelle épouse apprend que Jabez abuse de la bouteille, elle décide de le séparer de Mildred.

## Fiche technique
- Réalisation : Thomas H. Ince
- Scénario : William H. Clifford
- Production : Thomas H. Ince
- Société de production : Kay-Bee Broncho
- Durée : 29 minutes
- Date de sortie : États-Unis : 23 juillet 1913

## Distribution
- William Desmond Taylor : Jabez Burr
- Mildred Harris : Mildred
- Frank Borzage : le père de Mildred